# Cutícula (artrópodos)

A: Cutícula y epidermis; B: Detalle de la epicutícula. 1: Epicutícula; 1a: Cemento; 1b: Ceras; 1c: Epicutícula externa; 1d: Epicutícula interna. 2: Exocutícula; 3: Endocutícula; 2+3: Procutícula; 4: Epitelio; 5: Lámina basal; 6: Célula epitelial; 6a: Canal poroso; 7: Célula glandular; 8: Célula tricógena; 9: Célula tormógena; 10: Terminación nerviosa; 11: Pelo sensorial; 12: Pelo; 13: Poro glandular.

En los artrópodos, la cutícula es la capa más exterior del tegumento, inmediatamente por encima de la epidermis y segregada por esta. Es una formación rígida, acelular (sin células), de estructura compleja y compuesta por quitina, entre otras sustancias. Su función es doble; por un lado es una capa rígida protectora e impermeable; en segundo lugar, es el punto de anclaje de los músculos del animal, de manera que actúa como esqueleto externo (exoesqueleto).

## Epidermis
La epidermis no es parte de la cutícula, pero es el tejido vivo que la segrega. Está formada por una sola capa de células epiteliales cúbicas o cilíndricas que descansan sobre la lámina basal, una capa muy delgada, amorfa y acelular de tejido conjuntivo que las separa de la cavidad general del cuerpo (hemocele). Existen varios tipos de células epidérmicas:
- Células epiteliales. Constituyen la mayoría de las células de la epidermis y son las responsables de la secreción de los componentes moleculares de la cutícula a través de las numerosas microvellosidades, llamadas canales porosos, que poseen; asimismo, a través del extremo superior de los canales porosos se secretan las capa de ceras y el cemento de la epicutícula. Estas células producen también el líquido exuvial que disuelve la parte interna de la cutícula vieja durante la ecdisis (muda).
- Células tricógenas. Son las responsables de la producción de pelos sensoriales y otras estructuras sensitivas, conocidas en su conjunto como sensilias.
- Células tormógenas. Envuelven a las anteriores y secretan el componente cuticular de la sensilia.
- Células glandulares. Responsables de secreciones diversas; se abren al exterior a través de un poro.
- Oenocitos. Presentes solo en insectos,[1] son células errantes relacionados con la secreción de lípidos.

## Cutícula

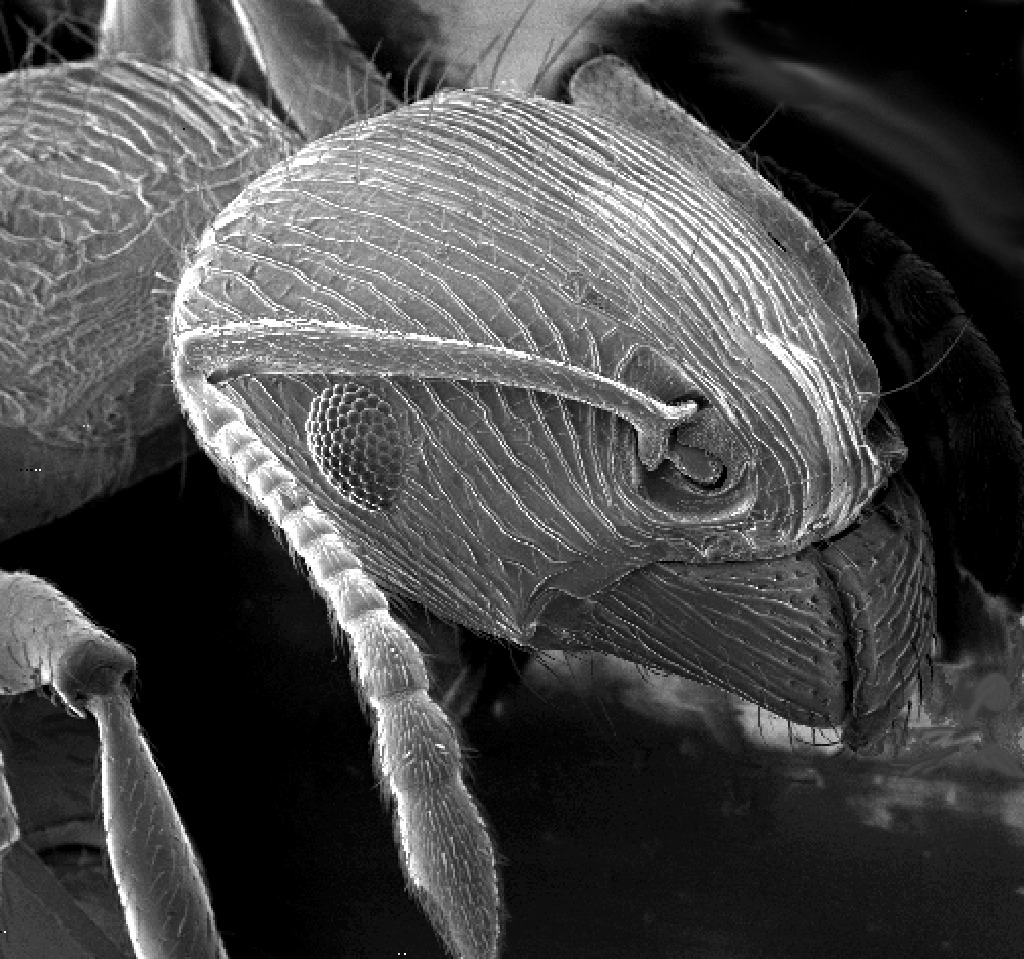
Estrías sobre la cutícula de una hormiga.

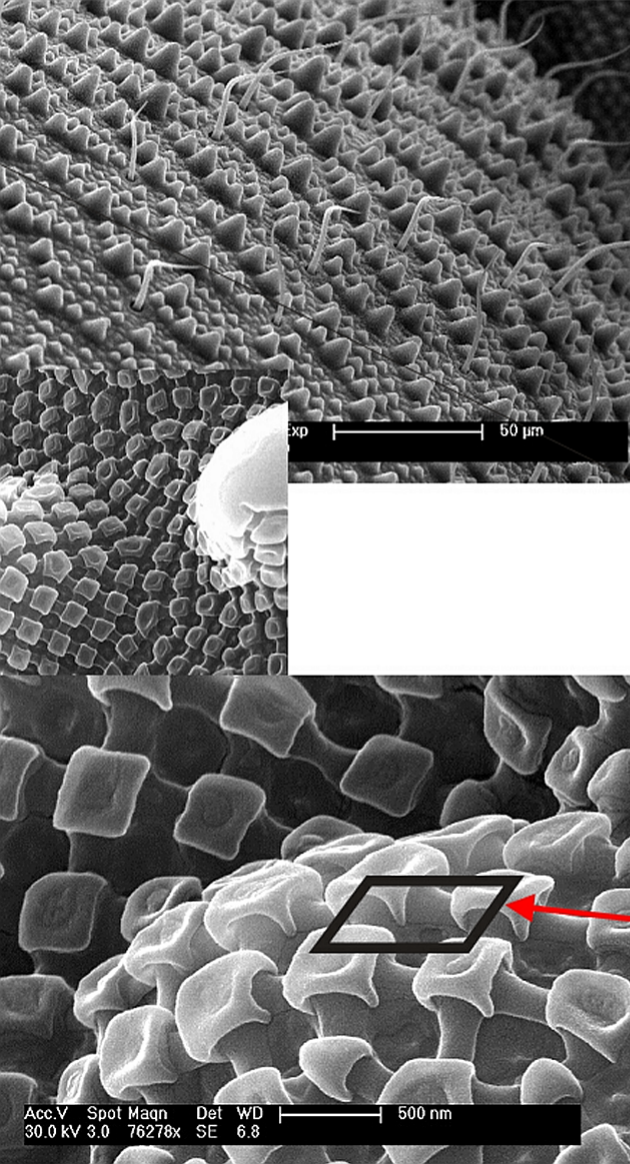
Cutícula de Tetrodontophora en tres aumentos. Microscopía electrónica.

La cutícula es una estructura rígida, acelular y compleja; forma el revestimiento más externo del cuerpo y de los apéndices así como las demás estructuras de origen ectodérmico, como el estomodeo, el proctodeo, el sistema traqueal, etc.; asimismo, la cutícula se invagina para formar los apodemas (endoesqueleto) donde se insertan los músculos. La cutícula suele llevar ornamentaciones externas, como surcos, arrugas, pelos o escamas.
El grosor de la cutícula varía en los distintos grupos de artrópodos, así como en las diferentes regiones del cuerpo: puede ser sumamente delgada, de menos de 1 μm como en algunas larvas de mosquito o puede constituir una verdadera coraza de más de 3 mm de espesor, como en el caso de Limulus. Además, en los crustáceos y diplópodos está calcificada, lo que aumenta su rigidez.
La cutícula recién formada es flexible y elástica, pero experimenta el proceso de esclerificación mediante el cual se forman placas endurecidas llamadas escleritos entre las cuales hay zonas no esclerificadas, llamadas membranas articulares, que conservan la flexibilidad y permiten el movimiento del animal.
La cutícula está formada por dos capas diferentes, una externa y delgada llamada epicutícula, y otra interna y más gruesa denominada procutícula.

### Epicutícula
Representa sólo un 5 % de la cutícula; está compuesta por ceras y lipoproteínas (en especial cuticulina). Carece de quitina. Dado que es impermeable, su función es evitar la pérdida de agua por transpiración. En general consta de cinco capas: epicutícula interna, epicutícula externa, capa de polifenoles, capa de ceras y capa de cemento; las dos primeras están atravesadas por los canales porosos.

### Procutícula
Forma el 95 % del espesor de la cutícula y es la responsable de su rigidez. Está compuesta por quitina y diversas proteínas (escleroproteínas). La quitina es un polisacárido fibrilar, flexible, elástico y permeable, derivado de la N-acetil-glucosamina. Las escleroproteínas, entre las que destacan la artropodina, la esclerotina y la resilina, otorgan rigidez a la cutícula. Además, la rigidez puede incrementarse por depósitos de sales minerales, básicamente carbonato cálcico y fosfato cálcico, que pueden ser muy abundantes en crustáceos.
La procutícula tiene dos capas, la exocutícula y la endocutícula, a veces separada por la mesocutícula.
- Exocutícula. Es la capa superior de la procutícula. Suele contener pigmentos, que dan color a la cutícula; está compuesta principalmente por esclerotina y, en mucha menos proporción por quitina.
- Endocutícula. Es la capa más interna y de mayor espesor; descansa sobre la epidermis. Está compuesta por una alta proporción de quitina, acompañada de artropodina y mucopolisacáridos. En esta capa es donde se alojan los depósitos de sales calcáreas, cuando los hay.

## Endoesqueleto
El esqueleto interno es el conjunto de apodemas (invaginaciones del tegumento) donde se insertan los músculos. Los apodemas se disponen metaméricamente y su forma es variable, de cresta, de rama, de placa, etc. [cita requerida]